# Алан Гаттон
Алан Гаттон (англ. Alan Hutton; нар. 30 листопада 1984, Глазго) — шотландський футболіст, захисник, фланговий півзахисник клубу «Астон Вілла».

## Клубна кар'єра
Народився 30 листопада 1984 року в місті Глазго. Вихованець футбольної школи клубу «Рейнджерс». Дорослу футбольну кар'єру розпочав 2002 року в основній команді того ж клубу, в якій провів шість сезонів, взявши участь у 94 матчах чемпіонату. За цей час двічі виборював титул чемпіона Шотландії.
Згодом з 2008 по 2011 рік грав у складі команд клубів «Тоттенхем Хотспур» та «Сандерленд».
До складу клубу «Астон Вілла» приєднався 2011 року. Наразі встиг відіграти за команду з Бірмінгема 31 матч в національному чемпіонаті.
У 2012 році на правах оренди грав за команду клубу «Ноттінгем Форест».

## Виступи за збірну
У 2007 році дебютував в офіційних матчах у складі національної збірної Шотландії. Наразі провів у формі головної команди країни 24 матчі.

## Досягнення
«Рейнджерс»
- Чемпіон Шотландії: 2002–03, 2004–05
- Володар Кубка Шотландії: 2002–03
- Володар Кубка шотландської ліги: 2002–03, 2004–05

«Тоттенгем Гостпур»
- Володар Кубка Футбольної ліги: 2007–08